# René Ballayer
René Ballayer, né le 2 mars 1915 à Andouillé et décédé le 26 janvier 2001 à Paris, est un homme politique français.

## Parcours
Orphelin à l'âge de 11 ans, il est pupille de la Nation. Après des études à l'école normale primaire, Il fait son service militaire à Saint-Cyr Coëtquidan d'où il sort aspirant. Il obtient l'agrégation d'histoire et devient professeur au collège d'Ernée.
Au début de la Seconde Guerre mondiale, il est mobilisé sur la frontière espagnole. Gravement malade, il doit revenir à Ernée et reprend son poste de professeur au collège. 
Après la libération d'Ernée, en sa qualité de sous-lieutenant, il est désigné chef de la résistance locale. Il coordonne la capture des retardataires allemands dépassés par l'avance américaine. Puis il est nommé au comité local de libération d'Ernée.
Après avoir quitté son métier de professeur en 1948, il devient négociant en vins.
Il pratique le football, le tennis et le ping-pong. Cette passion pour le sport, l'amène à la Présidence de l'Association sportive "l'Ernéenne" et lui apporte une grande popularité.
Lors des élections municipales d'Ernée en 1959, membre d'une liste opposée à celle du maire sortant Constant Martin, il est élu avec tous ses colistiers qui le portent au poste de maire d'ERNEE.
Humaniste, reconnu pour son sens du consensus, de l'intérêt général et du bien commun, René Ballayer connait dès lors une longue carrière politique locale, départementale et nationale.

## Mandats
- 1959 : élu conseiller municipal et maire d'Ernée. Réélu jusqu'en 1986. Il quitte alors volontairement ses fonctions de maire en 1989 pour n'occuper qu'un poste d'adjoint jusqu'en 1995.
- 1961 : élu conseiller général du canton d'Ernée jusqu'en 1992 ;
- 1971 : élu président de l'Association des maires et adjoints jusqu'en 1993 ;
- 1973 : élu président du Conseil général de la Mayenne jusqu'en 1992, date à laquelle il décide de ne pas se représenter.
- 1974 : élu sénateur, réélu en 1983 et en 1992. Il siégea au sénat jusqu'au 26 janvier 2001, date de son décès : 
  - Il s'inscrit au groupe UCDP (union centriste)
  - Membre de la commission des lois de 1974 à 1977, il est ensuite membre de la commission des Finances et rapporteur du Budget du commerce et de l'Artisanat.
  - Il préside une commission d'étude sur la taxe professionnelle et écrit un rapport sur son évolution, paru à La documentation française en 1993.

## Décorations
- Chevalier de la Légion d'honneur
- Officier du Mérite agricole
- Chevalier des Palmes académiques

## Propositions de lois déposées au Sénat
- Propositions de loi relative à l'abaissement du taux de TVA dans le secteur de la restauration traditionnelle.
- Propositions de loi relative au statut de l'élu.
- Propositions de loi relative à la création d'une indemnité de retour à l'emploi pour les élus locaux.